# Thomas Ephestion
Thomas Ephestion (Sucy-en-Brie, 1995. június 9. –) martinique-i válogatott labdarúgó, a francia negyedosztályban szereplő US Créteil-Lusitanos játékosa.

## Pályafutása

### Klubcsapatokban
Ephestion a francia Valenciennes és az Olympique Marseille akadémiáin nevelkedett; utóbbi csapatban pályára lépett a 2013–2014-es UEFA Ifjúsági Liga csoportkörében. Felnőtt labdarúgó-pályafutását a francia harmadosztályú Béziers kezdte el. 2017 és 2018 között a Lens játékosaként a francia másodosztályban huszonegy mérkőzésen két gólt szerzett. 2018 és 2020 között a szintén francia másodosztályú Orléans csapatában futballozott. 2020 és 2022 között a belga másodosztályú Molenbeek labdarúgója volt. 2023. január 24-én a magyar Mezőkövesd csapatába igazolt. 2024. február 2-án aláírt a francia US Créteil-Lusitanos csapatához.

### A válogatottban
Ephestion Franciaország tengerentúli megyéjéből, Martinique-ból származik. 2019 márciusában meghívót kapott Martinique válogatottjába a 2019–20-as CONCACAF Nemzetek ligája selejtező mérkőzéseire. 2019. március 23-án kezdőként debütált a Guadeloupe elleni mérkőzésen.

#### Mérkőzései a martinique-i válogatottban
| #  | Dátum             | Ellenfél    | Eredmény | Kiírás                        | Esemény |
| -- | ----------------- | ----------- | -------- | ----------------------------- | ------- |
| 1. | 2019. március 24. | Guadeloupe  | 1 – 0    | Nemzetek Ligája selejtező     | 78'     |
| 2. | 2022. március 26. | Guadeloupe  | 4 – 3    | Barátságos mérkőzés           |         |
| 3. | 2023. június 16.  | Saint Lucia | 3 – 1    | CONCACAF-aranykupa-selejtező  | 90+1'   |
| 4. | 2023. június 20.  | Puerto Rico | 2 – 0    | CONCACAF-aranykupa-selejtező  | 83'     |
| 5. | 2023. június 26.  | Salvador    | 2 – 1    | CONCACAF-aranykupa-csoportkör | 67'     |
| 6. | 2023. június 30.  | Panama      | 1 – 2    | CONCACAF-aranykupa-csoportkör | 64'     |

## Magánélete
Testvére, Nicolas Maurice-Belay szintén profi labdarúgó.